# Mariánské Radčice
Pour les articles homonymes, voir Radčice.
Mariánské Radčice (en allemand : Maria Ratschitz) est une commune du district de Most, dans la région d'Ústí nad Labem, en Tchéquie. Sa population s'élevait à 484 habitants en 2021.

## Géographie
Mariánské Radčice se trouve à 7 km au nord-ouest du centre de Most, à 30 km au sud-ouest d'Ústí nad Labem et à 79 km au nord-ouest de Prague.
La commune est limitée par Louka u Litvínova et Lom au nord, par Osek et Bílina à l'est, par Most au sud et par Litvínov à l'ouest.

## Histoire
La première mention écrite de la localité est une charte royale de 1341, où elle est nommée Reitschitz.

## Patrimoine
Le village est connu est connu par son sanctuaire, qui est un lieu de pèlerinage et fait partie du monastère cistercien d'Osek. L'église elle-même est en bon état. Le cloître et les six chapelles latérales exigent des travaux d'assainissement. Dans les années 2010, le presbytère associé a été rénové.

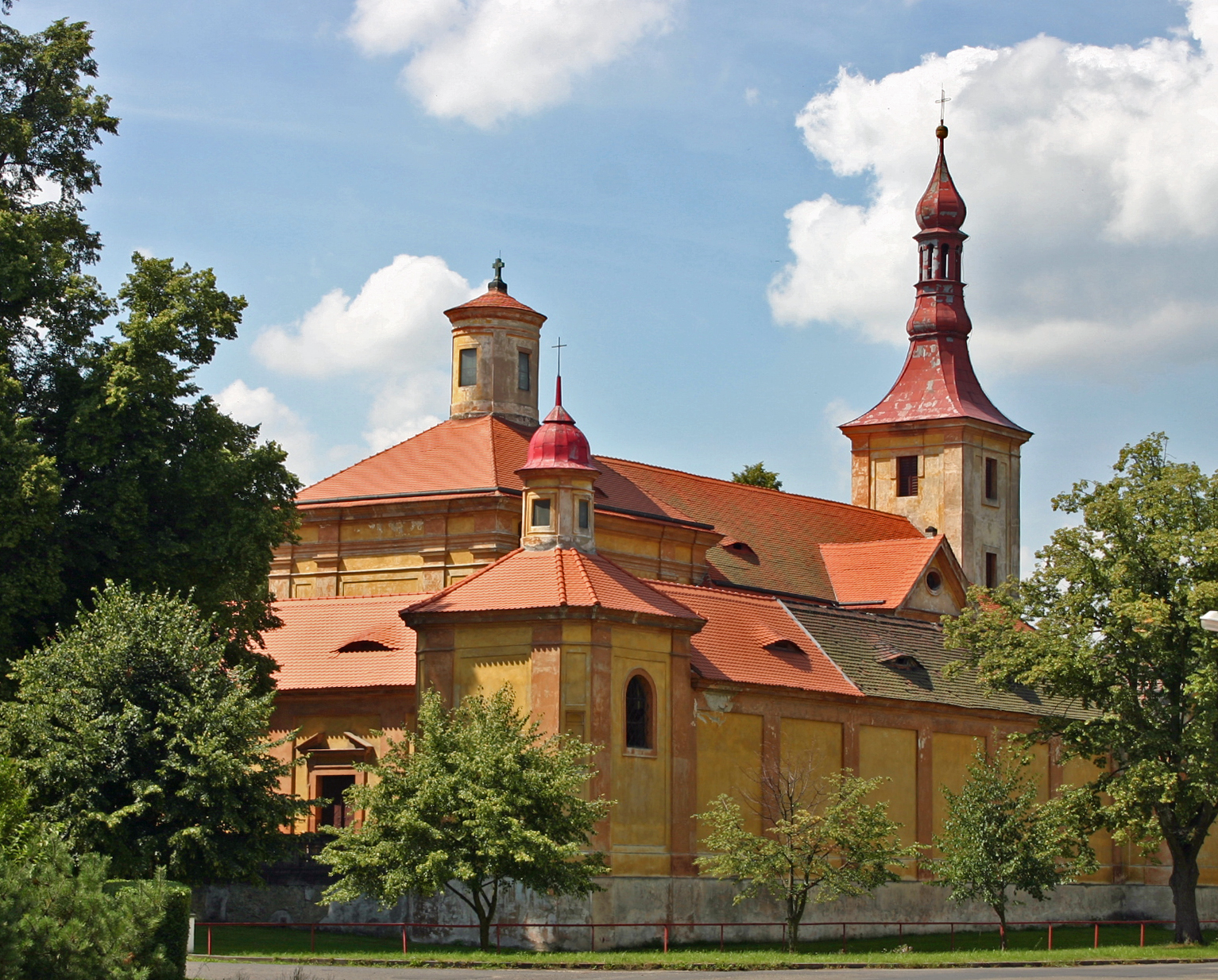
L'église de Mariánské Radčice.

## Transports
Par la route, Mariánské Radčice se trouve à 12 km de Most, à 38 km d'Ústí nad Labem et à 97 km de Prague.